# Legió X Gemina

Mapa de l'imperi romà l'any 125 dC, sota l'emperador Hadrià, que mostra la Legio X Gemina, estacionada al riu Danubi a Vindobona (Viena, Àustria), a Pannonia Superior província, des de l'any 103 dC fins al segle V

La Legió X Gemina va ser una legió romana que es va reclutar a la Gàl·lia Cisalpina i a la Gàl·lia Narbonesa cap a l'any 70 aC per combatre la tribu gala dels al·lòbroges. Juntament amb la VII Claudia, la VIII Augusta i la IX Hispana va ser una de les primeres legions que van actuar durant l'època Imperial.
Era una de les legions que van lluitar amb Juli Cèsar a la Guerra de les Gàl·lies l'any 58 aC, i Cèsar explica que era la legió en la que més confiava en la guerra contra Ariovist. També van lluitar l'any 57 aC contra els nervis, i en una expedició de càstig contra els germànics més enllà del Rin. També van anar a la conquesta de Britànnia l'estiu de l'any 55 aC, on van tenir un important paper, i l'any 52 aC eren lluitant contra Vercingètorix al setge de Gergòvia, on els legionaris es van distingir cobrint la retirada d'altres tropes en un moment de retirada. La legió va rebre el cognomen d'Equestris, perquè un cos de legionaris muntats a cavall va acompanyar Cèsar en una conversa amb Vercingètorix.
A la guerra civil contra Pompeu Magne, la X Gemina va lluitar al costat de Cèsar a la batalla d'Ilerda, l'any 49 aC. L'any 48 aC lluitaven a la baralla de Dirràquium, i aquell mateix any a la batalla de Farsàlia. Una part de la legió va ser llicenciada i enviada a Itàlia, i una altra part va participar amb Cèsar a la seva campanya d'Àfrica. Cèsar, quan la legió va tornar a Itàlia, va expulsar ignominiosament el seu comandant Gai Aviè, pel comportament poc honorable que havia tingut a l'Àfrica.
L'any 45 aC participava en la batalla de Munda, i de tornada a Itàlia els veterans van rebre terres a Narbo Martius (actual Narbona), al sud de la Gàl·lia.
Després de la mort de Cèsar, Lèpid va reconstruir la legió X Equestris, a l'hivern de l'any 44 aC, i l'any 42 aC va lluitar amb honor a la batalla de Filipos. La legió va anar amb Marc Antoni a orient per fer la guerra contra l'Imperi Part, entre els anys 36 aC i 34 aC, i després va participar sota les ordres de Marc Antoni en la batalla d'Àccium, on Octavià el va derrotar. La X Gemina va ser una de les legions que es va rendir a Octavià incondicionalment. Octavià va situar els veterans a Patras. La legió es va revoltar, sense que se'n sàpiguen els motius, i va ser castigada. Va perdre el cognomen d'Equestris que li havia donat Juli Cèsar. S'hi van afegir veterans d'altres legions i va passar a anomenar-se X Gemina. Octavià, ara anomenat August, va enviar la legió a la Hispània Tarraconense, on va formar el seu campament a Petavònium (avui Santibáñez de Vidriales), probablement sota les ordres d'Estacili Taure per lluitar a les guerres càntabres (entre els anys 29 aC i 19 aC). Soldats d'aquesta legió i de la VI Victrix van ser els primers pobladors de les ciutats de Còrduba, Augusta Emèrita i Caesaraugusta.
Neró va desplaçar la X Gemina a Carnunt, a Pannònia. No se sap en quin any va ser, però se suposa que era l'any 63, perquè aquell any la Legió XV Apollinaris va marxar a l'est amb Corbuló per lluitar contra els parts. A la mort de Neró la legió va donar successivament suport als emperadors que van aparèixer, Galba, Otó i Vitel·li. Galba, o potser Vitel·li, va traslladar la legió un altre cop a Hispània. Aquesta estada va ser breu, perquè el nou emperador, Vespasià, la va enviar l'any 70, sota el comandament de Quint Petil·li Cerial, a Germània per lluitar contra Juli Civilis, cap dels bataus. Només arribar va haver de defensar-se d'un assalt dels bataus al seu campament instal·lat a Arenacum, i en va sortir victoriosa.
La legió va situar-se després a Noviomagus (avui Nimega) per controlar el Limes de la Germània Inferior. Des d'aquest campament va col·laborar en la reconstrucció dels campaments de defensa al Rin, i en l'explotació de pedreres i mines de la zona.
L'any 89 la X Gemina va ser una de les legions que es van mantenir lleials a Domicià quan hi va haver la rebel·lió de Luci Antoni Saturní. Aquesta legió, amb la I Minervia, la VI Victrix i la XXII Primigenia van avançar cap a Magúncia i van derrotar el revoltat. Totes les legions van rebre el cognomen de Pia Fidelis Domitiana, però quan va morir Domicià i va ser condemnat a la Damnatio memoriae el cognomen va quedar reduït a Pia Fidelis.
L'any 103 la legió va anar destinada a Aquíncum (Budapest), a Pannònia, des d'on va anar a instal·lar el seu campament a Vindobona (Viena), des d'on defensava el limes del Danubi. Entre els anys 104 i 106 va participar en les operacions de Trajà contra els dacis. Unes vexillationes d'aquesta legió van anar amb Trajà a la guerra contra els parts (113-117), amb Hadrià a la guerra a Judea (132-135), a la guerra contra els mauritans que va emprendre Antoní Pius (150-152) i a la campanya contra els parts de Luci Ver (163-167).
Amb Marc Aureli la legió va participar en la campanya contra els quades i els marcomans. L'emperador va utilitzar Vindobona com a base d'operacions, i va morir allà. Quan Còmmode, el seu successor, va ser assassinat i substituït per Pèrtinax la legió X Gemina li va jurar lleialtat, però quan va morir també assassinat i el va substituir Didi Julià, va recolzar Septimi Sever, governador de Pannònia. Una bona part de la legió va seguir Septimi Sever a Itàlia per lluitar contra Didi Julià, i una vegada vençut, l'emperador va incorporar legionaris de la X Gemina a la Guàrdia Pretoriana i a la Cohort urbana. Aquestes dues unitats havien participat en els assassinats de Pèrtinax i Didi Julià, i una gran part van ser llicenciades.
L'any 195, una vexillatio de la legió es va integrar a l'exèrcit enviat a Orient per lluitar contra Pescenni Níger, i després va participar en l'expedició Pàrtica de Septimi Sever. Una altra vexillatio de la legió, l'any 198 va combatre contra Clodi Albí, i va participar en la decisiva batalla de Lugdúnum que va donar a Septimi Sever el control de l'Imperi.
Després de la mort d'Alexandre Sever va jurar fidelitat a Maximí el Traci, i va formar part l'any 238 de les legions que van anar a Roma amb ell per vèncer Balbí i Pupiè als que el senat havia nomenat emperadors. En la guerra entre l'emperador Gal·liè (260-268) i el seu rival Pòstum I, la X Gemina va recolzar Gal·liè, que la va honorar amb els títols de Pia VI Fidelis VI ('sis vegades fidel i lleial').
La legió encara era a Viena a inicis del segle v, però va desaparèixer, com les altres tropes de limitanei amb la invasió dels huns i dels visigots.